# Транссахельське шосе
Транссахельське шосе (також вживаються назви шосе Дакар — Нджамена і шосе Нджамена — Дакар) — транснаціональний проект автомагістралі, спрямований на асфальтування та поліпшення і полегшення регіональних відносин і торгівлі в Західній Африці, а саме в зоні Сахеля. Починається на Західному узбережжі, в Дакарі (Сенегал). Закінчується в Нджамені (Чад). Проходить через 7 країн і 5 столиць. Шосе має номер 5 у Мережі трансафриканських доріг.

## Дорога і статус
Транссахельське шосе простягається на 4500 км, територією Сенегалу, Малі, Буркіна-Фасо, Нігеру, Нігерії, проходить через коротку ділянку на півночі Камеруну і закінчується в столиці Чаду Нджамені, розташованій майже на самому кордоні з Камеруном. Дорога майже повністю (за винятком близько 775 км в західному Малі) має тверде покриття, але деякі ділянки потребують ремонту або реконструюються.

## Ділянки

### У Сенегалі
- Дакар — Тамбакунда, 462 км, має покриття, в задовільному стані, побудована за кілька тижнів.

### У Малі
- Тамбакунда — Бамако, має дві гілки[1]:
  - коротша, південна, через Сараю (Saraya) і Кіту, 825 км, близько 300 км покриті, в хорошому стані, потрібно побудувати ділянку близько 325 км, а також покриття ділянки близько 180 км.
  - довша, північна, через Каєс, Дьєму і Дідьєні[en], 910 км, має покриття.
- Бамако — Сікассо через Бугуні, 462 км, з покриттям (до 1990 року), в задовільному стані
- Сікассо — Колоко (кордон з Буркіна Фасо), близько 45 км, з покриттям, в хорошому стані.

### У Буркіна Фасо
- Колоко — Алонді (кордон з Нігером) через Бобо-Діуласо, Уагадугу, Купелу і Фада-Нґурму, з покриттям, у хорошому стані, крім 120-кілометрової ділянки біля кордону з Нігером, пошкодженої в 2003-05 роках.

### У Нігері
837 км, з яких 600 км у поганому стані, через Ніамей, Досо, Догонгдучі, Бірнін-Конні і Мараді до Джибії на кордоні з Нігерією.

### У Нігерії
972 км з покриттям, у хорошому стані через Кацину, Кано, Карі, Майдугурі та Дікву.

### У Камеруні
- Кордон з Нігерією — Малтам, близько 60 км, без покриття, в сезон дощів непрохідна, використовується мало.
- Малтам — Куссері, близько 25 км, покрита, в хорошому стані, використовується для сполучення Камеруну з Чадом

### У Чаді
- По Чаду проходить лише кілька кілометрів дороги, від річок Логон і Шарі до Нджамени, розташованої на їхньому березі.

## Перетини з іншими шосе
- Шосе Каїр–Дакар у Дакарі
- Транссахарське шосе в Кано
- Трансзахідноафриканська прибережна магістраль в Дакарі
- Шосе Нджамена-Джибуті в Нджамені, спільно перетинають Африку з заходу на схід (8715 км).